# 角田礼次郎
角田 礼次郎（つのだ れいじろう、1920年12月4日-2020年11月17日 ）は、日本の法律家。位階は正三位。
元最高裁判所判事、元内閣法制局長官。角田 禮次郎とも表記。

## 経歴
台湾総督府勤務の父親の任地である台湾の高雄で生まれ、1932年（昭和7年）まで同地に住んでいた。
第一高等学校を経て1944年（昭和19年）に東京帝国大学法学部を卒業。内務省に入り、自治省から内閣法制局に。大平、鈴木、中曽根の三内閣にわたって内閣法制局長官を務めた。内閣法制局長官として憲法改正、閣僚靖国神社公式参拝、徴兵制違憲などについて政府統一見解を政府答弁書をまとめる中心的存在だった。
1975年3月18日、衆議院内閣委員会で内閣法制局第一部長として「昭和という元号は、法律上の基礎はなく、慣習として用いられている」「陛下に万一のことがあれば、昭和という元号がその瞬間に消え、空白の時代が始まる」と答弁した。
1983年11月に最高裁判所判事。就任の際に「法制局長官時代の見解を最高裁判事としても踏襲するか」と質問された際には「いわれていることは謙虚に受け止めるが、これからの判決をみて判断していただきたい」と述べた。
1990年12月に定年退官。
2020年11月17日、死去。99歳没。死没日をもって従七位から正三位に叙される。最高裁判事経験者では最長寿だった。

## 言及
朝日新聞記者の藤生明は、椛島有三が後年「元号は新帝陛下の御代になっても存続するだろうという認識だった。答弁で強い衝撃を受けた」と回顧したと記している。